# 乙二醇醚
乙二醇醚是一组基于乙二醇或丙二醇的的烷基醚的溶剂，通常被用于油漆和清洁剂。这些溶剂通常具有较高的沸点，连同较低分子量的醚和醇良好的溶剂特性。乙二醇醚，是乙二醇二甲醚、乙二醇单丁醚、乙二醇单乙醚、乙二醇单叔丁醚、乙二醇单甲醚、二乙二醇二甲醚、苯氧乙醇等的统称。

乙二醇二甲醚
乙二醇单丁醚
乙二醇单乙醚
乙二醇单叔丁醚
乙二醇单甲醚
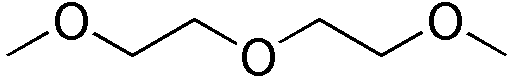
二乙二醇二甲醚
苯氧乙醇
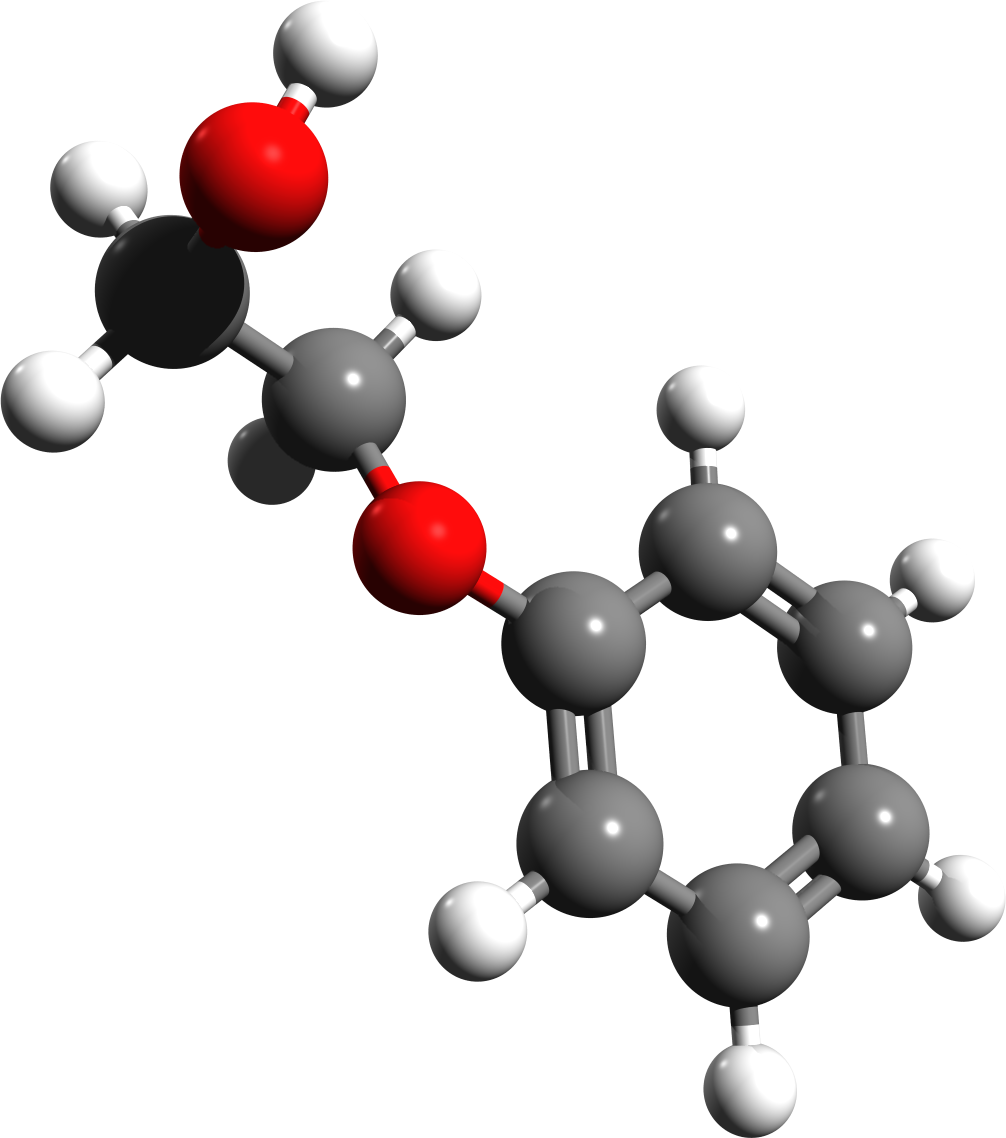
苯氧乙醇